# Complejo Asistencial de Soria
El Complejo Asistencial de Soria es un conjunto de servicios de asistencia sanitaria que lleva funcionando en la ciudad desde 2002. Reúne diversos hospitales y centros asistenciales, de los cuales el más antiguo es el Hospital Virgen del Mirón.

## Historia
Existieron varios hospitales en la ciudad de Soria como el Hospital de Peregrinos o de San Salvador fundado en 1485 por el escribano Gil Blázquez o el Hospital de Villareal creado por Francisco de Villareal en 1563. El principal hospital de Soria fue el Hospital de Santa Isabel, fundado por Isabel Rebollo, viuda del licenciado Pedro Calderón, junto a la iglesia de Santo Domingo en 1510. 
El Hospital de Santa Isabel fue incendiado por el general José Joaquín Durán en la Guerra de la Independencia y tras la desamortización de Mendizábal en 1835 fue trasladado al también desamortizado Convento de San Francisco quedando en manos de la Diputación Provincial. Entre 1835 y 1970 el Hospital de Santa Isabel u Hospital Provincial recibe en su nueva ubicación a la congregación de Hijas de la Caridad y finalmente en el año 1970 se traslada al Hospital Virgen del Mirón en la Carretera de Logroño.
El presidente Adolfo Suárez inauguró el 2 de julio de 1980 la Residencia Sanitaria (Insalud), que actualmente conocemos con el nombre de Hospital Santa Bárbara siendo el principal hospital de la ciudad.

## Servicios
Integra todos los recursos de atención especializada:
- El Hospital Santa Bárbara
- El Hospital Virgen del Mirón

## Reconocimientos
La Gerencia Integrada de Asistencia Sanitaria de Soria (GIS), organización funcional a la que se adscribe todo el dispositivo sanitario público de la provincia de Soria, fue la primera organización de España dedicada a la asistencia sanitaria integral que obtiene el Sello de Excelencia Europea 500+, el máximo nivel de excelencia en calidad a nivel europeo otorgado por la Fundación Europea para la Gestión de la Calidad (European Foundation for Quality Management, EFQM) y el Club de Excelencia en Gestión.
En el año 2015, la Gerencia Integrada de Asistencia Sanitaria de Soria ha sido seleccionada como embajadora de la excelencia para la promoción de la Marca España en Europa, otorgándole el título de Embajador de Excelencia Europea reconocimiento que ostentará durante 2015 y 2016. También ha recibido el Premio Sanitaria 2000 en la categoría de Mejor Administración Sanitaria en los VII Premios a la Sanidad de Castilla y León de 2015.
El hospital Santa Bárbara ha obtenido el Premio Profesor Barea 2015 que otorga la Fundación Signo, en la categoría Los centros sanitarios como empresas de servicios: gestión global por el proyecto de creación de una unidad de gestión clínica integrada de enfermería, esterilización y hospital de día quirúrgico en el centro.